# You Really Got Me
«You Really Got Me» es una canción del grupo británico The Kinks escrita por su líder Ray Davies. Se publicó en un sencillo en agosto de 1964, al mes siguiente llegó al #1 del UK singles chart y permaneció en ese puesto durante dos semanas. Este gran éxito los llevó a la fama y a ser una de las bandas más representativas de la invasión británica.
La canción, que se basa principalmente en un riff ejecutado con acordes de quinta, es clave para los posteriores géneros del rock and roll, en particular en el garage rock  y el punk rock. La canción aparece en el lugar número 82 en la lista de Rolling Stone de las 500 canciones más grandes de la historia. En 2005, la BBC la proclamó como la mejor canción británica del decenio 1955-1965. La revista Q la ubicó en el lugar 9 en la lista de las mejores canciones de guitarra.[cita requerida]

## Grabación
La canción se grabó en el verano de 1964, cuando la banda venía de publicar dos sencillos de no mucho éxito en las listas y con la presión de la compañía discográfica de lograr un acierto para continuar grabando convenció a la compañía y su sencillo se publicó, para después quedar como el compositor principal de las canciones de los Kinks.
El distorsionado sonido de la guitarra se debe a una idea de Dave Davies, quien colocó en su amplificador una hoja de afeitar y alfileres. Este amplificador fue llamado cariñosamente como «little green» y fue fabricado por la compañía Elpico. La guitarra usada en la canción es una Harmony Meteor de 1962.
El solo de guitarra ha sido un constante mito en la historia del rock and roll, mucho de ello se debe a la presencia de Jimmy Page en las sesiones de grabación. Algunos afirman que el solo fue realizado por Page, pero sin lugar a dudas el solo pertenece al joven Davies (que tenía sólo 17 años). Además, por aquellos días Jimmy era músico de sesión.

## Otras versiones
Numerosos artistas han hecho su propia versión de «You Really Got Me», además de las versiones en solitario de los hermanos Ray y Dave Davies. En 2008, All Music Guide publicó la lista de grupos o solistas que interpretaron alguna vez esta canción.
Entre las más destacadas versiones se encuentran las de 13th Floor Elevators (1966), Mott the Hoople (1969), Robert Palmer (1978), Sly & the Family Stone (1983), Toots Hibbert (1998), Metallica con Ray Davies (2010). En bandas en español se encuentran versiones de Los Bunkers y Massacre.[cita requerida]

### Versión de Van Halen
Probablemente, la versión más famosa fue la hecha por la banda de Van Halen, que apareció en su primer álbum en 1978. Esta versión significó el salto al estrellato y el regreso de la canción a las listas de popularidad.[cita requerida]